# Vol Indian Airlines 171
Ne doit pas être confondu avec l'accident de 2025 du vol Air India 171.
Le 12 octobre 1976, une Sud-Aviation SE 210 Caravelle effectuant le vol Indian Airlines 171 s'est écrasée alors qu'elle tentait un atterrissage d'urgence à l'aéroport international Chhatrapati-Shivaji de Bombay, après avoir subi une panne moteur non contenue, ne laissant aucun survivant parmi les 95 passagers et membres d'équipage à bord.

## Accident
Le vol 171 était un vol intérieur régulier entre Bombay et Madras. Un autre avion était initialement censé effectuer le vol, mais il a rencontré des problèmes au niveau des moteurs et a été remplacé par une Sud-Aviation SE 210 Caravelle. 
Peu de temps après le décollage de la piste 27, le vol 171 a subi une panne non contenue du moteur n°2 (celui de droite). L'équipage du vol 171 a immédiatement fait demi-tour pour tenter un atterrissage d'urgence sur la piste 09 de l'aéroport. Avec son train d'atterrissage abaissé, à environ 910 m de l'extrémité de la piste et à une altitude de 300 pieds (91 m), les pilotes ont perdu le contrôle de l'appareil, qui s'est écrasé au sol, avec un angle à piqué d'environ 45°. Les 89 passagers et 6 membres d'équipage à bord du vol 171 ont tous péri dans l'accident.

## Enquête
L'enquête révèle qu'une fissure de fatigue au niveau du disque du compresseur du moteur n°2 a provoqué sa désintégration, les fragments en résultant ont fait éclater le carter du compresseur et ont sectionné des conduites de carburant qui traversaient la structure. 
La fuite de carburant qui en résulta a provoqué un violent incendie dans le compartiment moteur, qui a détruit le système d'approvisionnement en liquide hydraulique, permettant de contrôler les gouvernes de la Caravelle, ce qui a finalement conduit à la perte de contrôle et le crash de l'avion.